# Johanna Lichy
Johanna Maria Lichy (* 8. Mai 1949 in Kirchhausen) ist eine deutsche Politikerin (CDU).

## Leben

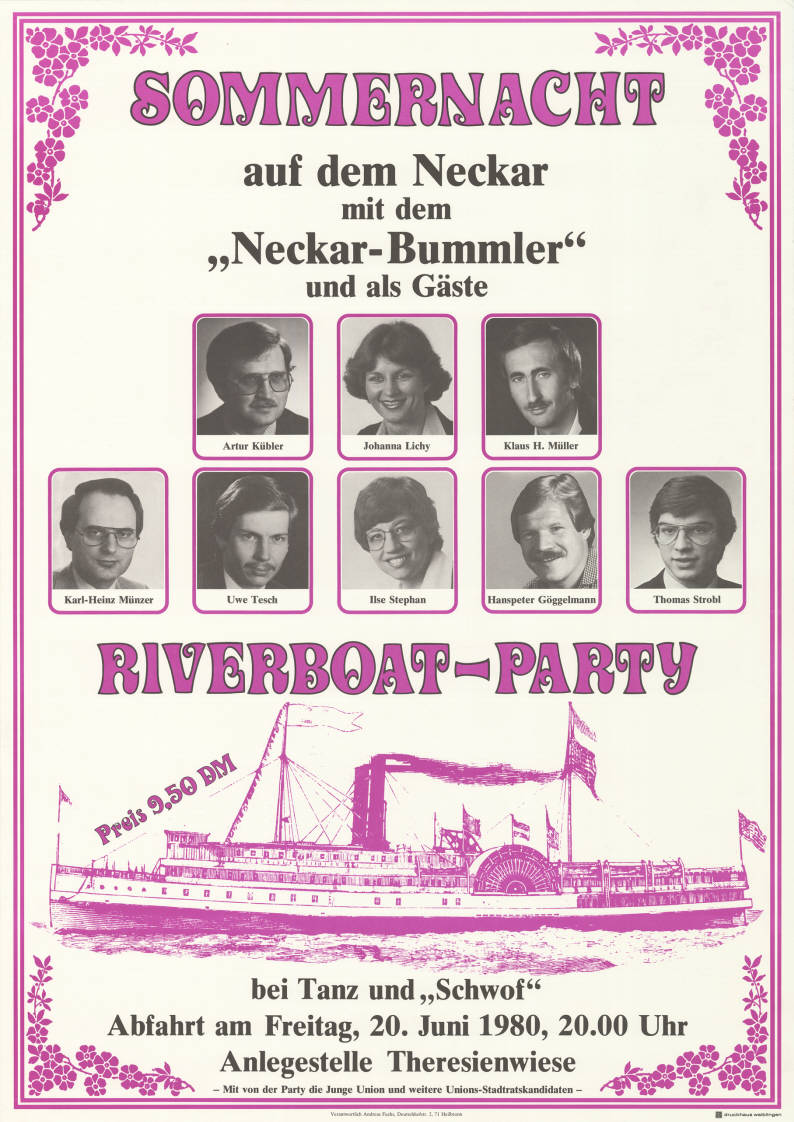
Johanna Lichy auf einem Veranstaltungsplakat der Jungen Union in Heilbronn 1980

Nach dem Abitur 1968 am Albert-Schweitzer-Gymnasium in Neckarsulm studierte sie Germanistik und Anglistik an der Universität Heidelberg, später noch Geschichte und Politische Wissenschaft.
Ihre politische Laufbahn begann Lichy 1975 als Stadträtin im Heilbronner Gemeinderat, wo sie 1993 bis 1996 Vorsitzende der CDU-Fraktion war. 1997 bis 2006 war sie Vorsitzende des CDU-Stadtverbands Heilbronn, seit 2005 ist sie stellvertretende Vorsitzende des CDU-Kreisverbands Heilbronn.
1996 wurde sie in den Landtag von Baden-Württemberg gewählt. Sie erreichte im Landtagswahlkreis Heilbronn als Nachfolgerin des SPD-Abgeordneten Dieter Spöri das Erstmandat. Im gleichen Jahr wurde sie bereits Staatssekretärin im Ministerium für Arbeit und Soziales Baden-Württemberg und zugleich Frauenbeauftragte der Landesregierung. Das Amt bekleidete sie bis 14. Juni 2006. Ihr Nachfolger wurde Dieter Hillebrand. Sie war Mitglied des Rundfunkrats des Südwestrundfunks.
Bei den Landtagswahlen 2001 und 2006 konnte sie jeweils ihr Abgeordnetenmandat verteidigen. Bei der Landtagswahl 2011 trat sie nicht mehr an. Ihr Nachfolger als direkt gewählter Abgeordneter des Wahlkreises Heilbronn wurde der CDU-Kandidat Alexander Throm.
Lichy ist verheiratet und hat zwei Söhne.

## Auszeichnungen
2003 wurde Johanna Lichy mit dem Verdienstkreuz am Bande des Verdienstordens der Bundesrepublik Deutschland ausgezeichnet. 2014 erhielt sie den Ehrenring der Stadt Heilbronn.